# Editha von Wartensleben

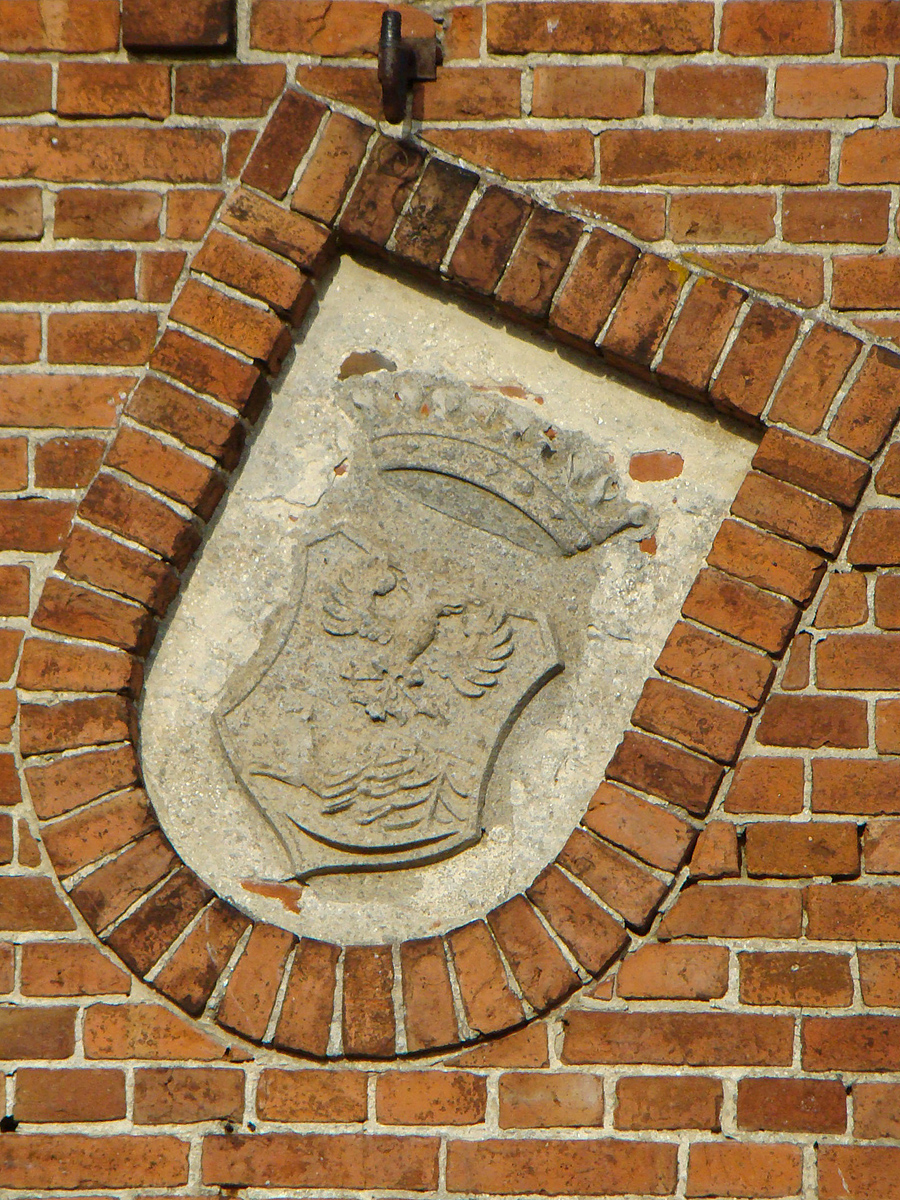
Wappen der Editha von Wartensleben am Gutshaus in Christinenhof

Editha Gräfin von Wartensleben (* 21. April 1837 in Grambow (Pommern); † 27. Februar 1895 in Faulenrost) war die Gattin des Erblandmarschalls Cuno Graf von Hahn (* 26. August 1832; † 8. Oktober 1885). Sie wurde aufgrund ihres resoluten Auftretens bekannt.

## Leben
Editha von Wartensleben aus dem Hause Schwirsen war eine Tochter des Alexander von Wartensleben (1807–1883) und der Emilie von Borwitz. Sie heiratete am 22. April 1858 Cuno Graf von Hahn, der Erblandmarschall des Landes Stargard und Besitzer des 1846 gestifteten Fideikommissbetriebs „Basedow-Pleetz“ (bestehend aus 13 Gütern um Basedow einschließlich Christinenhof) sowie der Lehensgüter Faulenrost, Hungerstorf und Rittermannshagen war. Aus der Ehe mit Cuno von Hahn entstammen neun Kinder. Während Cuno als verweichlicht beschrieben wird – er soll z. B. gerne Stickarbeiten verrichtet haben – galt Editha als umso resoluter. Sie soll gerne Zigarren geraucht, Schnaps getrunken und schwere Stiefel getragen haben. Die Wappen von Editha von Wartensleben und Cuno von Hahn finden sich am 1870 errichteten Gutshaus in Christinenhof (heute Ortsteil von Gielow). Sie wurde mit dem Verdienstkreuz für Frauen und Jungfrauen ausgezeichnet.
Nach dem Tod von Cuno von Hahn bezog sie ihren Witwensitz im Schloss Faulenrost. Dort geriet sie in Konflikt mit Lehrer Karl Schneeberg, den sie unter anderem wegen seines von ihr nicht erwünschten Bartes drangsalierte. Schneeberg kündigte und ging nach Preußen. Ein von ihm verfasster und in einer mecklenburgischen Zeitung veröffentlichter Bericht über die Nöte ritterschaftlicher Lehrer in Mecklenburg war Gegenstand einer Debatte im Berliner Reichstag. Editha von Wartensleben starb 1895 und wurde in der Kirche Basedow beigesetzt.